# Elmbridge
Elmbridge è un borgo del Surrey, Inghilterra, Regno Unito, con sede a Esher.
Il distretto nacque il 1º aprile 1974 secondo il Local Government Act 1972 dall'unione del Distretto urbano di Esher col Distretto urbano di Walton and Weybridge.

## Parrocchie e villaggi
- Claygate (parrocchia)
- Cobham
- Esher
- Hersham
- Hinchley Wood
- Long Ditton
- Molesey
- Oxshott
- Stoke d'Abernon
- Thames Ditton
- Walton-on-Thames
- Weybridge
- Whiteley Village

## Amministrazione

### Gemellaggi
- Rueil-Malmaison